# Kimberly Brown
Kimberly Jean Brown (Gaithersburg, 16 novembre 1984) è un'attrice statunitense.

## Biografia

### Carriera
Nata a Gaithersburg, nel Maryland, Brown ha iniziato la sua carriera a cinque anni. All'età di 11 anni aveva già avuto successo come modella bambina con Ford Models, si era esibita in diversi spettacoli di Broadway e aveva ottenuto una nomination agli Emmy per la sua interpretazione di Marah Lewis nella soap opera Sentieri. Ha lavorato anche come doppiatrice, prestando la sua voce a spot pubblicitari, al film d'animazione A Bug's Life - Megaminimondo e alla versione in lingua inglese del cartone animato giapponese Vampire Princess Miyu.
A 13 anni, la Brown venne scelta per il suo film più importante, il film originale del canale televisivo Disney Channel Halloweentown - Streghe si nasce in cui interpreta Marnie Piper, una giovane strega determinata a imparare le arti magiche da sua nonna Aggie, interpretata da Debbie Reynolds. Il film andò in onda il 17 ottobre 1998 e fu ben accolto dal pubblico, portando Disney Channel a produrre tre sequel. Brown riprese il ruolo di Marnie in due di essi, Halloweentown II - La vendetta di Kalabar e Halloweentown High - Libri e magia; infatti è stata sostituita da Sara Paxton nel quarto episodio, Ritorno ad Halloweentown, una decisione sulla quale Brown ha espresso confusione e disappunto. I fan del franchise erano scontenti del ritratto del personaggio da parte di Paxton e alcuni importanti punti di intrattenimento erano critici; BuzzFeed ha sostenuto che i primi tre film fossero la cosa migliore di Halloween mentre il quarto film era meglio dimenticarlo, mentre MTV ha detto che i fan dovrebbero comportarsi come se il quarto film non fosse mai accaduto.
Oltre ad Halloweentown, Brown ha anche recitato in un altro film originale di Disney Channel, Una culla per cinque, ed ha affiancato Janet McTeer nel film In cerca d'amore, che ha ottenuto recensioni positive.
Nel maggio 2021 ha annunciato di essersi unita al cast della soap opera General Hospital.

### Altre iniziative
Brown e un amico gestiscono il negozio Etsy "Craftily Creative", che vende una varietà di articoli, tra cui alcuni a tema Halloweentown.
Nel 2016, Brown ha pubblicato un libro per bambini a tema Halloween, Poppin's Pumpkin Patch Parade, insieme a Diane Yslas.

### Vita privata
Nel 2018 Brown rivela di aver conseguito, anni prima, una laurea in economia presso l'Università di Long Island.
Nel 2016, in occasione di un progetto a tema Halloweentown per il proprio canale YouTube, Brown ha reincontrato il co-protagonista di Halloweentown II Daniel Kountz, col quale poi ha iniziato a frequentarsi. Il 30 giugno 2022 hanno annunciato ufficialmente il loro fidanzamento.

## Filmografia

### Cinema
- La principessa degli intrighi (Princess Caraboo), regia di Michael Austin (1994) – non accreditata
- In cerca d'amore (Tumbleweeds), regia di Gavin O'Connor (1999)
- Un ciclone in casa (Bringing Down the House), regia di Adam Shankman (2003)
- Be Cool, regia di F. Gary Gray (2005)
- Big Bad Wolf, regia di Lance W. Dreesen (2006)
- Friendship!, regia di Markus Goller (2010)

### Televisione
- The Baby-Sitters Club – serie TV, episodio 1x13 (1990)
- Sentieri (Guiding Light) – soap opera, 43 episodi (1987-2006)
- Ellen Foster, regia di John Erman – film TV (1997)
- E vissero infelici per sempre (Unhappily Ever After) – serie TV, episodi 4x16-5x04-5x05 (1998)
- Halloweentown - Streghe si nasce (Halloweentown), regia di Duwayne Dunham – film TV (1998)
- Due gemelle e una tata (Two of a Kind) – serie TV, 2 episodi (1998-1999)
- Il tocco di un angelo (Touched by an Angel) – serie TV, 1 episodio (1999)
- Una culla per cinque (Quints), regia di Bill Corcoran – film TV (2000)
- Halloweentown II - La vendetta di Kalabar (Halloweentown II: Kalabar's Revenge), regia di Mary Lambert – film TV (2001)
- My Sister's Keeper, regia di Ron Lagomarsino – film TV (2002)
- Rose Red, regia di Craig R. Baxley – miniserie TV (2002)
- Law & Order - Unità vittime speciali (Law & Order: Special Victims Unit) – serie TV, episodio 4x24 (2003)
- Halloweentown High - Libri e magia (Halloweentown High), regia di Mark A.Z. Dippé – film TV (2004)
- Low Winter Sun – serie TV 5 episodi (2013)
- Mondays – serie TV (2018)
- Crossword Mysteries: Proposing Murder, regia di Don McCutcheon – film TV (2019)

### Doppiaggio

#### Cinema
- A Bug's Life - Megaminimondo (A Bug's Life), regia di John Lasseter e Andrew Stanton (1999)
- The Little Polar Bear, regia di Piet De Rycker e Thilo Rothkirch (2001)

#### Televisione
- Vampire Princess Miyu, regia di Toshiki Hirano – cartone animato giapponese, 7 episodi (1997)
- The Ghost and Molly McGee – cartone animato statunitense, episodio 2x08 (2023)

## Doppiatrici italiane
Nelle versioni in italiano delle opere in cui ha recitato, Kimberly J. Brown è stata doppiata da:
- Letizia Ciampa in In cerca d'amore, Rose Red
- Perla Liberatori in Halloweentown - Streghe si nasce, Halloweentown High - Libri e magia
- Gaia Bolognesi in Halloweentown II - La vendetta di Kalabar
- Myriam Catania in Un ciclone in casa
- Alessia Amendola in Be Cool

Da doppiatrice, la sua equivalente nelle versioni in lingua italiana è:
- Marcella Silvestri in Vampire Princess Miyu